# 13705 Llapasset
13705 Llapasset este un asteroid din centura principală de asteroizi.

## Descriere
13705 Llapasset este un asteroid din centura principală de asteroizi. A fost descoperit pe 19 august 1998 la Bédoin de Observatorul din Bédoin. El prezintă o orbită caracterizată de o semiaxă mare de 2,21 ua, o excentricitate de 0,13 și o înclinație de 4,7° în raport cu ecliptica.